# Island of Rona
Island of Rona är en ö i Storbritannien.   Den ligger i kommunen Highland och riksdelen Skottland, i den nordvästra delen av landet, 800 km nordväst om huvudstaden London. Arean är 9,3 kvadratkilometer.
Terrängen på Island of Rona är platt. Öns högsta punkt är 112 meter över havet. Den sträcker sig 8,4 kilometer i nord-sydlig riktning, och 3,2 kilometer i öst-västlig riktning.